# Tatárföldi atomerőmű
A Tatárföldi atomerőmű (oroszul Татарская АЭС) a Tatár Autonóm Szovjet Szocialista Köztársaságban, a mai Tatár Köztársaságban a Káma folyó melletti Kamszkije Poljani közelében tervezett létesítmény. Az építkezést az 1980-as évek végén kezdték el, de egy idő után leállították. Többször szóba került az építkezés folytatása, de legutóbb 2005-ben a Tatár Köztársaság parlamentje környezetvédelmi megfontolásokból elutasította. A World Nuclear Association 2021-es összefoglalójában nem szerepel.

## Története
Az 1980-as évek elején a szovjet atomprogram keretében az a döntés született, hogy vagy Kujbisev (nem azonos a mai Szamarával) vagy Kamszkije Poljani mellett egy atomerőművet építenek. A választás végül Kamszkije Poljanira esett, mert a Kujbisev környéki infrastruktúra elég kezdetleges állapotban volt. A Kamszkije Poljani melletti építést nem csak a település, hanem Naberezsnije Cselni, Nyizsnyekamszk és Csisztopol városok is támogatták, mert egyrészt gazdasági fellendülést, másrészt jobb áramellátást reméltek tőle. Az új erőmű lett volna a csernobili atomerőmű után az új mintalétesítmény, ezért a Szovjetunióban az évezred projektjének nevezték. Az erőmű tervei 1987. április 1-jén lettek készen és ugyanazon a napon el is kezdték az első blokk építését. A második blokkot 1988. május 1-jén kezdték el építeni. Az építkezés alatt Kamszkije Poljaniban lakásokat építettek az erőmű dolgozói számára.
1989 nyarán tiltakozó aktivisták két napra letáboroztak Kamszkije Poljani közelében, így demonstrálva a tatár atomerőmű megépítése ellen.
1990-ben a költségek évente 96–100 millió rubelt tettek ki. Ez idő alatt mintegy ezer ember dolgozott az erőmű építésén. Napi 24 órán és heti hét napon át dolgoztak, hogy a projektet minél hamarabb befejezzék, de a reaktorépületek építése igen lassan haladt. Időközben a lakások többsége és a hűtővízelőkészítő-berendezés már elkészültek, az erőmű hűtőtavának létesítése még folyamatban volt. Végül a projektet leállították, mert az építkezés nagyon megdrágult, és az építkezés megszervezése kudarcot vallott. A tervezési szakaszban több mint 288 millió rubelt, az építkezési szakaszban mintegy 700 millió rubelt költöttek rá. A leállításkor az erőmű mintegy 25%-ban volt kész.
Az építés leállítása után Kamszkije Poljani lehanyatlott, a lakosság többsége munkanélkülivé vált. A 140 000 lakosra tervezett monováros lakossága 2014-ben mindössze 15 774 fő volt.
Az Orosz Föderáció Kormánya 1634-6 / 2016. augusztus 1. rendeletével jóváhagyta az Orosz Föderáció területi energiaellátási tervét, amely tartalmazza a megépítendő atomerőművek jegyzékét is. A listán szerepel a tatárföldi erőmű is, 2030-as üzembehelyezési időponttal. A létesítmény állapota alapján azonban úgy tűnik, hogy az 1980-as években megépített részek használhatatlanok egy esetleges újjáépítés során.

## A reaktorblokkok adatai
Az erőmű négy blokkal rendelkezett volna:
| Reaktorblokk       | Reaktor típusa | Nettó teljesítmény | Bruttó teljesítmény | Tervezés kezdete | Építés kezdete | Projekt leállítása |
| ------------------ | -------------- | ------------------ | ------------------- | ---------------- | -------------- | ------------------ |
| Tatarstan-1 (Kama) | VVER-1000      | 950 MW             | 1000 MW             | 1985             | 1987. 04. 01.  | 1993. 12. 01.      |
| Tatarstan-2 (Kama) | VVER-1000      | 950 MW             | 1000 MW             | 1985             | 1988. 05. 01.  | 1993. 12. 01.      |
| Tatarstan-3 (Kama) | VVER-1000      | 950 MW             | 1000 MW             | 1985             | -              | 1993. 12. 01.      |
| Tatarstan-4 (Kama) | VVER-1000      | 950 MW             | 1000 MW             | 1985             | -              | 1993. 12. 01.      |

## Fordítás
Ez a szócikk részben vagy egészben  a   Kernkraftwerk Tatarstan című német Wikipédia-szócikk ezen változatának fordításán alapul.  Az eredeti cikk szerkesztőit annak laptörténete sorolja fel. Ez a jelzés csupán a megfogalmazás eredetét és a szerzői jogokat jelzi, nem szolgál a cikkben szereplő információk forrásmegjelöléseként.